# Tom Elliott
Tom Elliott, all'anagrafe Thomas Joshua Elliott (Leeds, 9 novembre 1990) è un ex calciatore inglese, di ruolo attaccante.

## Carriera

### Club
Esordisce tra i professionisti nella seconda parte della stagione 2006-2007 giocando 3 partite nella seconda divisione inglese con il Leeds Utd, con cui rimane in rosa anche nella stagione successiva, in terza divisione; trascorre poi un biennio giocando in vari club della terza e della quarta divisione inglese, per poi accasarsi a titolo definitivo all'Hamilton Academical, con cui nella seconda parte della stagione 2010-2011 gioca 7 partite nella massima serie scozzese. Dopo sei stagioni trascorse con vari club tra la terza e la quinta divisione inglese, gioca per due stagioni e mezzo in seconda divisione con il Millwall, con cui realizza 7 reti in 57 partite di campionato. Passa quindi al Salford City, club di quarta divisione.

### Nazionale
Ha giocato una partita nella nazionale inglese Under-16 ed una partita nella nazionale Under-18.

## Statistiche

### Presenze e reti nei club
Statistiche aggiornate al 7 ottobre 2021.
| Stagione             | Squadra              | Campionato           | Campionato | Campionato | Coppe nazionali | Coppe nazionali | Coppe nazionali | Coppe continentali | Coppe continentali | Coppe continentali | Altre coppe | Altre coppe | Altre coppe | Totale | Totale |
| Stagione             | Squadra              | Comp                 | Pres       | Reti       | Comp            | Pres            | Reti            | Comp               | Pres               | Reti               | Comp        | Pres        | Reti        | Pres   | Reti   |
| -------------------- | -------------------- | -------------------- | ---------- | ---------- | --------------- | --------------- | --------------- | ------------------ | ------------------ | ------------------ | ----------- | ----------- | ----------- | ------ | ------ |
| feb.-mag. 2007       | Leeds Utd            | FLC                  | 3          | 0          |                 | -               | -               |                    | -                  | -                  |             | -           | -           | 3      | 0      |
| 2007-2008            | Leeds Utd            | FL1                  | 0          | 0          | CdL             | 1               | 0               |                    | -                  | -                  |             | -           | -           | 1      | 0      |
| Totale Leeds Utd     | Totale Leeds Utd     | Totale Leeds Utd     | 3          | 0          |                 | 1               | 0               |                    | -                  | -                  |             | -           | -           | 4      | 0      |
| gen.-mag. 2009       | Macclesfield Town    | FL1                  | 6          | 0          |                 | -               | -               |                    | -                  | -                  |             | -           | -           | 6      | 0      |
| 2009-2010            | Bury                 | FL2                  | 16         | 1          |                 | -               | -               |                    | -                  | -                  |             | -           | -           | 16     | 1      |
| ago.-dic. 2010       | Rotherham Utd        | FL2                  | 6          | 0          |                 | -               | -               |                    | -                  | -                  | FLT         | 1           | 0           | 7      | 0      |
| gen.-mag. 2011       | Hamilton Academical  | SP                   | 7          | 0          |                 | -               | -               |                    | -                  | -                  |             | -           | -           | 7      | 0      |
| 2011-2012            | Stockport County     | CL                   | 42         | 7          |                 | -               | -               |                    | -                  | -                  |             | -           | -           | 42     | 7      |
| 2012-2013            | Cambridge Utd        | CL                   | 32         | 15         |                 | -               | -               |                    | -                  | -                  |             | -           | -           | 32     | 15     |
| 2013-2014            | Cambridge Utd        | CL                   | 14+3       | 3+0        |                 | -               | -               |                    | -                  | -                  |             | -           | -           | 17     | 3      |
| 2014-2015            | Cambridge Utd        | FL2                  | 30         | 8          | FACup           | 4               | 0               |                    | -                  | -                  |             | -           | -           | 34     | 8      |
| Totale Cambridge Utd | Totale Cambridge Utd | Totale Cambridge Utd | 79         | 26         |                 | 4               | 0               |                    | -                  | -                  |             | -           | -           | 83     | 26     |
| 2015-2016            | AFC Wimbledon        | FL2                  | 39+3       | 6+0        | FACup+CdL       | 1+1             | 0               |                    | -                  | -                  |             | -           | -           | 44     | 6      |
| 2016-2017            | AFC Wimbledon        | FL1                  | 39         | 9          | FACup+CdL       | 4+1             | 4+0             |                    | -                  | -                  | FLT         | 2           | 0           | 46     | 13     |
| Totale AFC Wimbledon | Totale AFC Wimbledon | Totale AFC Wimbledon | 81         | 15         |                 | 7               | 4               |                    | -                  | -                  |             | 2           | 0           | 90     | 19     |
| 2017-2018            | Millwall             | FLC                  | 24         | 4          | FACup+CdL       | 2+2             | 0+2             |                    | -                  | -                  |             | -           | -           | 28     | 6      |
| 2018-2019            | Millwall             | FLC                  | 33         | 3          | FACup+CdL       | 2+3             | 0+1             |                    | -                  | -                  |             | -           | -           | 38     | 4      |
| 2019-gen. 2020       | Millwall             | FLC                  | 0          | 0          | CdL             | 1               | 0               |                    | -                  | -                  |             | -           | -           | 1      | 0      |
| Totale Millwall      | Totale Millwall      | Totale Millwall      | 57         | 7          |                 | 10              | 3               |                    | -                  | -                  |             | -           | -           | 67     | 10     |
| gen.-giu. 2020       | Salford City         | FL2                  | 8          | 1          |                 | -               | -               |                    | -                  | -                  | FLT         | 2           | 1           | 10     | 2      |
| 2020-2021            | Salford City         | FL2                  | 14         | 0          | CdL             | 2               | 0               |                    | -                  | -                  | FLT         | 3           | 0           | 19     | 0      |
| 2021-2022            | Salford City         | FL2                  | 7          | 1          | CdL             | 1               | 0               |                    | -                  | -                  |             | -           | -           | 8      | 1      |
| Totale Salford City  | Totale Salford City  | Totale Salford City  | 29         | 2          |                 | 3               | 0               |                    | -                  | -                  |             | 5           | 0           | 37     | 3      |
| Totale carriera      | Totale carriera      | Totale carriera      | 326        | 58         |                 | 25              | 7               |                    | -                  | -                  |             | 8           | 1           | 359    | 66     |

## Palmarès

### Club

#### Competizioni nazionali
- Football League Trophy: 1

Salford City: 2019-2020